# 김용호 (1931년)
김용호(金容浩, 1931년 11월 26일~2009년 6월 25일)는 대한민국의 정치인이다. 제10대 국회의원을 지냈다.

## 역대 선거 결과
|  | 0% |

|  | 15.6% |

|  | 7.31% |

|  | 7.46% |